# Luís III da Germânia
Luís III, o Jovem (ca. 835 — Frankfurt am Main, 20 de janeiro de 882) foi o segundo filho de Luís, o Germânico com Ema. Sucedeu a seu pai como Rei da Saxónia a 28 de Agosto de 876 e a seu irmão mais velho Carlomano como Rei da Baviera de 880 a 882. Morreu em 882 e foi sucedido em todos os seus territórios, que englobavam vários da Frância Oriental, por seu irmão mais novo, Carlos, o Gordo, também Rei de Itália e Imperador.

## Juventude Militar
Enquanto jovem, Luís desenvolveu operações militares contra os Obotritas no Leste em 858 e 862. Em 854, a convite dos nobres da Aquitânia opostos a Carlos, o Calvo e Pepino II, e persuadido por seu pai e pelo seu primo Carlos, Arcebispo de Mainz, atravessa para a Gália à frente de um exército, tentando receber a coroa da Aquitânia. Ele marcha até Limoges antes de voltar para trás.
De volta a casa, Luís forja estreitas ligações com os nobres da Frância Oriental e torna-se independente de seu pai. Compromete-se com a filha do Conde Adalardo e, em 865, ele e seu irmão Carlos juntam-se em rebelião contra seu pai. Este flerte foi breve, contudo, e Luís, Carlos, e seu pai reconciliam-se nesse ano, embora o mais velho Luís seja forçado a fazer a divisão do resto dos seus territórios entre seus dois filhos. Carlomano já havia recebido o sub-reino da Baviera em 864, agora Luís recebe a Francônia Oriental, Saxônia e Turíngia e Carlos a Alemanha e a Récia.
Em 869, Luís casou com Lugarda, filha de Liudolfo, Duque da Saxónia, em Aschafemburgo. Luitgarda foi uma mulher politicamente ambiciosa e obstinada e mais tarde estimulou o marido a perseguir objectivos mais ambiciosos. Este casamento aumentou a discórdia entre pai e filho e em 871 e em 873, Luís revolta-se, mas de cada vez eles se reconciliam.

## Reinado na Saxónia
Após a morte de seu pai em 876, Luís herda integralmente os seus sub-reinos, com o titulo rex Francorum.
Em 870, com o Tratado de Meersen, foi anexada também a Lotaríngia. Em todas essas regiões, Luís III substituiu a seu pai.
Na Batalha de Ardenarch em 28 de outubro de 876, Luís III venceu o rei da França Ocidental, Carlos, o Calvo, e acabou com as tentativas de expansões deste à Lotaríngia.
Em 880, Luís III, Carlomano da França e os netos de Carlos, o Calvo, assinaram o Tratado de Ribemont. Segundo este, Luís III também seria o Senhor da Lotaríngia ocidental.
Após a morte de seu irmão, Carlomano, recebeu Luís III em 880 também uma parte das terras do Reino da Baviera.
Ele se casou com Lugarda da Saxônia († 17 ou 30 de novembro de 885) antes de 29 de Novembro de 874, uma filha do Duque Liudolf da casa dos Liudolfinger. Ela foi sepultada em Aschaffenburg.
Luís e Lugarda tiveram dois filhos:
- Luís (* possivelmente 877, † (possivelmente Novembro) 879);
- Hildegarda (* 878 ou 881, † após 895).

Luís também teve um filho bastardo e, portanto, sem direito à herança chamado Hugo, nascido entre 855 e 860 e morto em Fevereiro de 880)
Luís, o jovem, morreu sem deixar descendentes homens e por isso suas terra foram passadas, após sua morte, para seu irmão Carlos, o Gordo, rei de parte dos Alamanos, rei e imperador dos italianos. Luís III foi sepultado na Abadia de Lorsch.

## Galeria

Território de Luís III em 876.
Território de Luís III em 881.